# هايكازو تاكاياما
هايكازو تاكاياما هو سياسي برازيلي، ولد في 20 أبريل 1948 في Rolândia ‏ في البرازيل. نشط حزبياً في Social Christian Party (Brazil) ‏. وقد انتخب عضو مجلس النواب البرازيلي ‏ عن دائرة Paraná ‏ وقد انضم خلال فترته النيابية ‏ للكتلة البرلمانية Social Christian Party (Brazil) ‏.